# Ambroise Thomas
(Charles Louis) Ambroise Thomas, francoski operni skladatelj, * 5. avgust 1811, Metz, † 12. februar 1896, Pariz, Francija.

## Življenje
Njegov oče je bil učitelj glasbe, zato je tudi sam od leta 1828 študiral glasbo na Pariškem konservatoriju. Tri leta se je izpopolnjeval tudi v Rimu. Iz Italije je šel za nekaj časa na Dunaj, odtod pa se za stalno vrnil v Pariz. Na Pariškem konservatoriju je bil kot Auberjev naslednik direktor od leta 1871 pa vse do svoje smrti.
Skladal je večinoma opere, s katerimi je žel velike uspehe - nekatere izmed njih so bile uprizorjene tudi več kot 200-krat. Danes je najbolj poznan po dveh operah, in sicer po trodejanki Mignon in po petdejanki Hamlet.

## Opere (izbor)
- La double Échelle (1837)
- Le Perruquier de la Régence (1838)
- Carline (1840)
- Le compte de Carmagnola (1841)
- Le guerillero (1842)
- Minna ali Le mnènage à trois (1843)
- Raymond ali Le secret de la Reine (1851)
- Psyché (1857)
- Beneški karneval (1857)
- Mignon (1866)
- Hamlet (1868)
- Françoise de Rimini (1882)